# Heliconius karschi
Heliconius karschi är en fjärilsart som beskrevs av Riffarth 1900. Heliconius karschi ingår i släktet Heliconius och familjen praktfjärilar. Inga underarter finns listade i Catalogue of Life.